# Gallus
Gallus é um género de aves com quatro espécies da família Phasianidae, distribuídos geograficamente pela Índia, Sri Lanka e sul da Ásia Oriental.
Apesar das dimensões normalmente grandes e da coloração vistosa na plumagem do macho, é difícil encontrar estas aves na vegetação densa nos locais em que originalmente habitam.
Como muitas espécies de Phasianidae, o macho não intervém na incubação dos ovos nem na cria dos pintos. Estas tarefas cabem às fêmeas.
Se alimentam de sementes variadas, brotos e insetos.
A espécie Gallus gallus deste gênero é o antepassado das atuais galinhas domésticas.

## Espécies
- Gallus gallus, galo-banquiva;
- Gallus lafayettii, galo-do-sri-lanka;
- Gallus sonneratii, bengal ou galinha-parda-da-ásia
- Gallus varius, galo-verde.